# Joli Village, Jolie Flamme
Pour les articles homonymes, voir Lepa (homonymie).
Pour plus de détails, voir Fiche technique et Distribution.
Joli Village, Jolie Flamme (Lepa sela lepo gore) est un film yougoslave réalisé par Srđan Dragojević, sorti en 1996.
Ce film est inspiré d'une histoire vraie qui s'est déroulée pendant le premier hiver de la guerre de Bosnie, en 1992.

## Synopsis
Grièvement blessé, Milan se remémore les dix jours d'enfer qu'il vient de traverser, coincé dans un tunnel avec son détachement. Il se souvient surtout de son amitié brisée artificiellement avec son ami musulman Halil.

## Fiche technique
Sauf indication contraire, les informations mentionnées dans cette section peuvent être confirmées par la base de données cinématographiques IMDb,  présente dans la section « Liens externes ».
- Titre original : Lepa sela lepo gore (litt. « Beaux villages brûlent d'une beauté »)
- Titre français : Joli Village, Jolie Flamme (traduit à partir du titre anglais international : Pretty Village, Pretty Flame)
- Réalisation : Srđan Dragojević
- Scénario : Srđan Dragojević, Vanja Bulić (sr), Biljana Maksić (sr) et Nikola Pejaković (sr)
- Musique : Aleksandar Habić (sr) et Laza Ristovski (sr)[1]
- Photographie : Dušan Joksimović
- Montage : Petar Marković (sr)
- Décors : Milenko Jeremić
- Costumes : Tatjana Strugar Dragojević
- Production : Dragan Bjelogrlić et Nikola Kojo (sr)
- Sociétés de production : Cobra Film Department, Ministère de la Culture de la République serbe et Radio-télévision de Serbie (RTS)
- Société de distribution : ID Distribution (France, cinéma)
- Pays de production :  RF Yougoslavie
- Langues originales : serbe, bosnien, anglais
- Genre : guerre
- Format : couleurs - 35 mm - 1,85:1 - Dolby Stereo
- Durée : 1h55
- Dates de sortie :
  - Yougoslavie : 9 mai 1996 (Belgrade)
  - France : 3 décembre 1997

## Distribution
- Dragan Bjelogrlić : Milan
- Nikola Kojo (sr) : Velja
- Dragan Maksimović (sr) : Petar
- Branka Katić : Bolnicarka
- Mira Banjac : la mère de Velja
- Srđan Dragojević : Mirovnjak
- Bata Živojinović : Gvozden

## Production
Le scénario s'inspire de l'histoire vraie de Mikajlo Simsić, resté neuf jours et neuf nuits dans un tunnel durant la guerre de Bosnie.
Le film est tourné à Višegrad (République serbe de Bosnie, Bosnie-Herzégovine) et à Prijepolje (Serbie).

## Accueil
Joli Village, Jolie Flamme est l'un des deux films serbes sélectionnés par Leslie Halliwell dans son encyclopédie des films.

## Distinctions

### Nominations et sélections
- Candidature serbe pour l'Oscar du meilleur film en langue étrangère (non retenu dans les nominations)